# Paeonia yananensis
Paeonia yananensis là một loài thực vật có hoa trong họ Paeoniaceae. Loài này được T.Hong & M.R.Li miêu tả khoa học đầu tiên năm 1992.